# Agrostis tropica
Agrostis tropica é uma espécie de gramínea do gênero Agrostis, pertencente à família Poaceae.